# Silenekustmot
De silenekustmot (Caryocolum cauligenella) is een vlinder uit de familie tastermotten (Gelechiidae). De wetenschappelijke naam is voor het eerst geldig gepubliceerd in 1863 door Schmid.
De soort komt voor in Europa.